# Вечерний Бишкек
«Вечерний Бишкек» (кирг. Кечки Бишкек) — информационно-рекламная газета Кыргызстана на русском языке. Выходит три раза в неделю и принадлежит к крупнейшим СМИ республики.  

## История
Выходит с 1 января 1974 года под названием «Вечерний Фрунзе». Была основана как орган Фрунзенского городского комитета Компартии Киргизской ССР и городского Совета народных депутатов. С марта 1991 года выходит под названием «Вечерний Бишкек». С августа 1991 года — совместное издание трудового коллектива редакции и мэрии Бишкека. С конца 1994 — начала 1995 годов — полностью самостоятельное издание трудового коллектива, создавшего своё акционерное общество.
В 1999 году газета заявила, что считает стремление А. А. Акаева баллотироваться на третий президентский срок антиконституционным. Недовольство властей вылилось в незаконный захват активов и бренда «Вечерний Бишкек». Контрольный пакет акций оказался в руках семьи первого президента Кыргызстана. В 2000 году часть коллектива редакции во главе с главным редактором Кимом А. А. ушла из «Вечернего Бишкека» и основала новое издание «Моя cтолица — Новости», в дальнейшем она получит сокращённое название — «МСН».
В 2005 году после первой «мартовской» революции акции были возвращены Александру Киму.

### Смена руководства
20 апреля 2015 года новостная передача «Ала-Тоо» местного телеканала ОТРК показала сюжет, описывающий хозяйственный спор вокруг «Вечернего Бишкека» между сооснователями издания Александром Кимом и Александром Рябушкиным, которые боролись за владение изданием. Рябушкин утверждал, что в 2000 году лишился половины акций компании «Рубикон», владевшей «Вечерним Бишкеком». В свою очередь Ким и редакция издания обвинили окружение власти в том, что они пытаются через Рябушкина завладеть медиа-холдингом.
В сюжете гостелеканала также рассказывалось о неких связях редакции с американскими дипломатами, однако эта связь базировалась на основе одного поста на форуме. В посте была фотография якобы госномеров машин посольства США на территории издания. Автор поста сообщал, что живёт в доме напротив издания, однако фотографии сделаны под другим углом (с уровня земли). После этого в СМИ и местных социальных сетях началась распространяться версия о якобы имеющихся связях издания с американцами. В свою очередь «Вечерний Бишкек» не отрицал, что к ним приезжали представители посольства США в рамках программы USAID для участия в пресс-конференции, посвященной «Всемирному дню книги». ОТРК включил в этот же сюжет представителей Национального оппозиционного движения Бектура Асанова и Кубанычбека Кадырова, заявив, что они приезжали в офис «Вечернего Бишкека».
В конце 2015 года по итогу судебного разбирательства между сооснователями издания Александром Кимом и Александром Рябушкиным владельцем газеты «Вечерний Бишкек» стал Александр Рябушкин. После этого началась и смена редакционного состава. Бывший владелец Александр Ким заметил, что после смены руководства редакционная политика резко изменилась. Так, с первой полосы сняли рекламные материалы и поставили снимок Алмазбека Атамбаева с Владимиром Путиным. В 2016 году началось расследование уже в отношении Александра Рябушкина, которого обвиняли в злоупотреблении полномочиями и подделке документов. 
Александр Ким и покинувшие вместе с ним редакцию журналисты, в том числе Дина Маслова, открыли сайт «Zanoza.kg», который позже стал называться «Kaktus.media».

## Награды
В 1998 году газета удостоена престижной премии Европейского Союза и США за продвижение демократических ценностей. 2001 год — премия «Выбор года».